# Bogdănești (gmina Traian)
Bogdănești – wieś w Rumunii, w okręgu Bacău, w gminie Traian. W 2011 roku liczyła 486 mieszkańców.